# Spirit (Earth, Wind & Fire)
Spirit  è un album registrato in studio degli Earth, Wind & Fire; pubblicato nel settembre del 1976 dalla Columbia Records.

## Tracce
1. Getaway – 3:47 (Peter Cor e Beloyd Taylor)
2. On Your Face – 4:33 (Charles Stepney, Maurice White e Phillip Bailey)
3. Imagination – 5:15 (Charles Stepney, Maurice White e Phillip Bailey)
4. Spirit – 3:12 (Larry Dunn e Maurice White)
5. Saturday Nite – 4:02 (Maurice White, Phillip Bailey e Al McKay)
6. Earth, Wind & Fire – 4:40 (Maurice White e Skip Scarborough)
7. Departure – 0:27 (Larry Dunn e Maurice White)
8. Biyo – 3:37 (Maurice White e Al McKay)
9. Burnin' Bush – 6:46 (Jerry Peters)